# Yên Mô (xã)
	Yên Mô		là một xã thuộc tỉnh Ninh Bình, Việt Nam. Trụ sở xã nằm cách phường Hoa Lư - trung tâm tỉnh lỵ Ninh Bình 13 km về phía Nam.		
Theo Nghị quyết số 1674/NQ-UBTVQH15 ngày 16/6/2025 về sắp xếp các đơn vị hành chính cấp xã của tỉnh Ninh Bình năm 2025, 	sắp xếp thị trấn Yên Thịnh, xã Khánh Dương và xã Yên Hòa thành xã mới có tên gọi là xã Yên Mô.	
Xã Yên Mô	có diện tích:	28,6	km², 	dân số:	35.415	người, mật độ dân số: 	1238	người/km². 	
Đây là đơn vị có diện tích xếp thứ:	52	, số dân xếp thứ: 	41	và mật độ dân số xếp thứ: 	59	trong số 129 xã, phường ở Ninh Bình.  
Xã này nằm trên Quốc lộ 12B, 21B, Đường cao tốc Ninh Bình – Hải Phòng, và cũng là nơi có sông Vạc chảy qua.
1. ↑  Nghị quyết của Quốc hội về sắp xếp các đơn vị hành chính cấp xã của tỉnh Ninh Bình năm 2025